# Геокчайский уезд
Геокчайский уезд — административная единица в составе Бакинской губернии и Азербайджанской ССР. Центр — местечко (с 1916 — город) Геокчай.

## История
Геокчайский уезд был образован в 1867 году в составе Бакинской губернии, путём выделения из Шемахинского уезда. В 1920 году Геокчайский уезд стал частью Азербайджанской ССР.
Упразднён в 1929 году.

## Население
Согласно ЭСБЕ население уезда в 1892 году составляло 77 331 чел.
По первой всеобщей переписи населения Российской империи 1897 года в уезде проживало 117 705 чел. в том числе, чел.:
- татары (азербайджанцы)[Комм. 1] — 92 962 (78,98 %),
- армяне — 12 994 (11,04 %),
- таты — 3 995 (3,39 %),
- славяне (в основном великорусы (русские), а также малорусы (украинцы) и белорусы) — 2 475 (2,10 %),
- лезгинские народы[Комм. 2]— 2 051 чел. (1,75 %),
- аваро-андийские народы — 1 772 чел. (1,51 %),
- евреи —  847 (0,72 %),
- персы — 265 (0,23 %),
- грузины —  235 (0,2 %),
- поляки —  27 (0,02 %),
- немцы —14 (0,01 %),
- греки — 12 (0,01 %),
- турки —  11 (0,01 %),
- мордовы — 1 (<0,01 %),
- представители других народностей —  44 (0,04 %).

По переписи населения 1926 года численность населения уезда составляла 172 851 чел.

## Административное деление
В 1913 году в уезд входило 66 сельских обществ и 6 кочевьев:
| - Алхасовское — с. Алхасово 1-е, - Альпаут-Мехти-Бекское — с. Альпаут-Мехти-Бек, - Багыр-Беклинское — с. Багыр-Беклы, - Баргушетское — с. Баргушет, - Бинаелинское — с. Бинаелы, - Быгырское — с. Быгыр, - Ванкское — с. Ванк, - Вейсанлинское — с. Вейсанлы, - Гавтасиобское — с. Гавтасиоб, - Гаджи-Ага-Беклинское — с. Гаджи-Ага-Беклы, - Гензинское — с. Генза, - Герай-Беклинское — с. Герай-Беклы, - Дахар-Нюгадинское — с. Дахар-Нюгады, - Джульянское — с. Джульян, - Диаллинское — с. Диаллы, - Енги-Кендское 1-е — коч. Енги-Кенд, - Енги-Кендское 2-е — коч. Енги-Кенд, | - Зардобское 1-е — с. Зардоб, - Зардобское 2-е — с. Гельша, - Зардобское 3-е — с. Гендабиль, - Ивановское — с. Ивановка, - Ильхичы-Нахирчинское — с. Ильхичы-Нахирчи, - Инчанское — с. Инча, - Исмайлинское — с. Исмайлы, - Казианское — с. Казиан, - Калагинское — с. Калаги, - Калынчагское — с. Калынчаг, - Карабахкальское — с. Карабахкал, - Караджалинское — с. Караджалы, - Карамарьянское — с. Карамарьян, - Каранзинское — с. Каранзы, - Кельбендское — с. Кельбенд, - Киркское — с. Кирк, - Кошакендское — с. Кошакенд, | - Коюнлы-Шихлинское — с. Коюнлы-Шихлы, - Кубахалилинское — с. Кубахалилы, - Кулабендское — с. Кулабенд, - Куш-Енгиджанское — с. Куш-Енгиджа, - Кюлюллинское — с. Кюлюллы русское, - Кюрт-Машинское — с. Кюрт-Маши, - Кюрт-Шабанское — с. Кюрт-Шабан, - Кючагединское — с. Кючагеды, - Лякское 1-е — с. Ляк, - Лякское 2-е — с. Ляк, - Ляк-Чишлагское — с. Ляк-Чишлаг, - Лили-Ахмедлинское — с. Лили-Ахмедлы, - Мелик-Кендское — с. Мелик-Кенд, - Миджанское — с. Миджан, - Молла-Исанглинское — с. Молла-Исанглы, - Молла-Шихлинское — с. Молла-Шихлы, | - Мюскюрлы-Кирлинское — с. Мюскюрлы-Кирлы, - Мюскюрлы-Молла-Кадышское — с. Мюскюрлы-Молла-Кадыш, - Мюсюслинское — с. Мюсюсли, - Потинское — с. Поти, - Рушанкендское — с. Рушанкенд, - Талистанское — с. Талистан, - Топчинское — с. Топчи, - Тубикендское — с. Тубикенд, - Туркменское — с. Туркмен, - Ушальское — с. Ушталь, - Халачское — с. Халач, - Чахирлинское — с. Чахирлы, - Черекинское — с. Череке, - Чигнинское — с. Чигны, - Шекерское — с. Шекер, - Шильянское — с. Шильян. |

Кочевья:
- Араб-Шахвердинское — коч. Араб-Шахварды,
- Ашик-Байрамлинское — коч. Ашик-Байрамлы,
- Бянд-Мелид-Умудское — коч. Бояд-Мелид-Умуд,
- Ильхичи-Алиджанское — коч. Ильхичи-Алиджанлу,
- Растаджарское — коч. Растаджа,
- Халилы-Кубинское — коч. Халилы-Куба

В 1926 году уезд делился на 7 участков: Зардобский, Карамарьянский, Кюрдамирский, Моллакендский, Мюсюслинский, Сураханский (центр — с. Исмаиллы), Уджарский.